# Чапмен (Алабама)
Чапмен (англ. Chapman) — невключена територія в окрузі Батлер, штат Алабама, США.

## Демографія
Станом на липень 2007 на території мешкало 1863 осіб.
Чоловіків — 907 (48.7 %);

Жінок — 956 (51.3 %).
Медіанний вік жителів: 39.8 років;
по Алабамі: 35.8 років.

### Доходи
Розрахунковий медіанний дохід домогосподарства в 2009 році: $39,820 (у 2000: $31,464);
по Алабамі: $40,489.
Розрахунковий дохід на душу населення в 2009 році: $18,991.
Безробітні: 2,1 %.

### Освіта
Серед населення 25 років і старше:
Середня освіта або вище: 71,2 %;

Ступінь бакалавра або вище: 9,8 %;

Вища або спеціальна освіта: 2,2 %.

### Расова / етнічна приналежність
Білих — 1,711 (87.2 %);

 Афроамериканців — 235 (12.0 %);

 Відносять себе до 2-х або більше рас — 11 (0.6 %);

 Латиноамериканців — 3 (0.2 %);

 Індіанців — 2 (0.1 %).

## Нерухомість
Розрахункова медіанна вартість будинку або квартири в 2009 році: $68,941 (у 2000: $46,100);
по Алабамі: $119,600.